# Apamea mediana
Apamea mediana är en fjärilsart som beskrevs av W. Warren 1911. Apamea mediana ingår i släktet Apamea och familjen nattflyn. Inga underarter finns listade i Catalogue of Life.